# Nexin

Mặt cắt ngang lông chuyển

Nexin là một protein liên kết, ngăn các vi ống ở lớp ngoài của lông chuyển di chuyển hỗn loạn, tránh để protein vận động như phân tử dynein hòa tan toàn bộ cấu trúc.